# Ray Guns Are Not Just the Future
Ray Guns Are Not Just the Future —en español: Las pistolas de rayo no son sólo el futuro— es el segundo álbum de estudio del dúo norteamericano de indie/pop The Bird and the Bee. El álbum fue lanzado al mercado el 27 de enero de 2009. Contiene dos canciones principales tomados de dos EP: «Polite Dance Song» de Please Clap Your Hands, y «Birthday» de One Too Many Hearts.

## Lista de canciones
1. «Fanfare» – 0:29
2. «My Love» – 3:46
3. «Diamond Dave» – 3:14
4. «What's in the Middle» – 3:21
5. «Ray Gun» – 4:42
6. «Love Letter to Japan» – 4:07
7. «Meteor» – 3:21
8. «Baby» – 3:50
9. «Phil» – 0:10
10. «Polite Dance Song» – 3:47
11. «You're a Cad» – 3:10
12. «Witch» – 3:55
13. «Birthday» – 3:48
14. «Lifespan of a Fly» – 3:14

Pistas adicionales
- «Everything Is Ending» - iTunes (sólo álbum).
- «Polite Dance Song» (Totally Rude Remix) - iTunes (exclusivo pre-demanda).
- «Punch You in the Eye» - Napster.
- «Leggs» - LP disco de vinilo.
- «Heart Throbs And Apple Seeds» - versión para Japón.
- «How Deep Is Your Love» - versión para Corea y Japón. Originalmene en Please Clap Your Hands.
- «Come As You Were» - versión para Corea, originalmente en One Too Many Hearts.
- «Again & Again» (Hotel Room Bossanova Version) - versión para Corea.
- «F*cking Boyfriend» (Ralphi Rosario & Jody DB Radio Edit) - versión para Corea.

## Posición en listas
| Lista (2009)             | Posición máxima |
| ------------------------ | --------------- |
| Billboard 200 de EE. UU. | 78              |